# Nymphon foresti
Nymphon foresti is een zeespin uit de familie Nymphonidae. De soort behoort tot het geslacht Nymphon. Nymphon foresti werd in 1953 voor het eerst wetenschappelijk beschreven door Fage. 